# Schipkau (Schipkau)

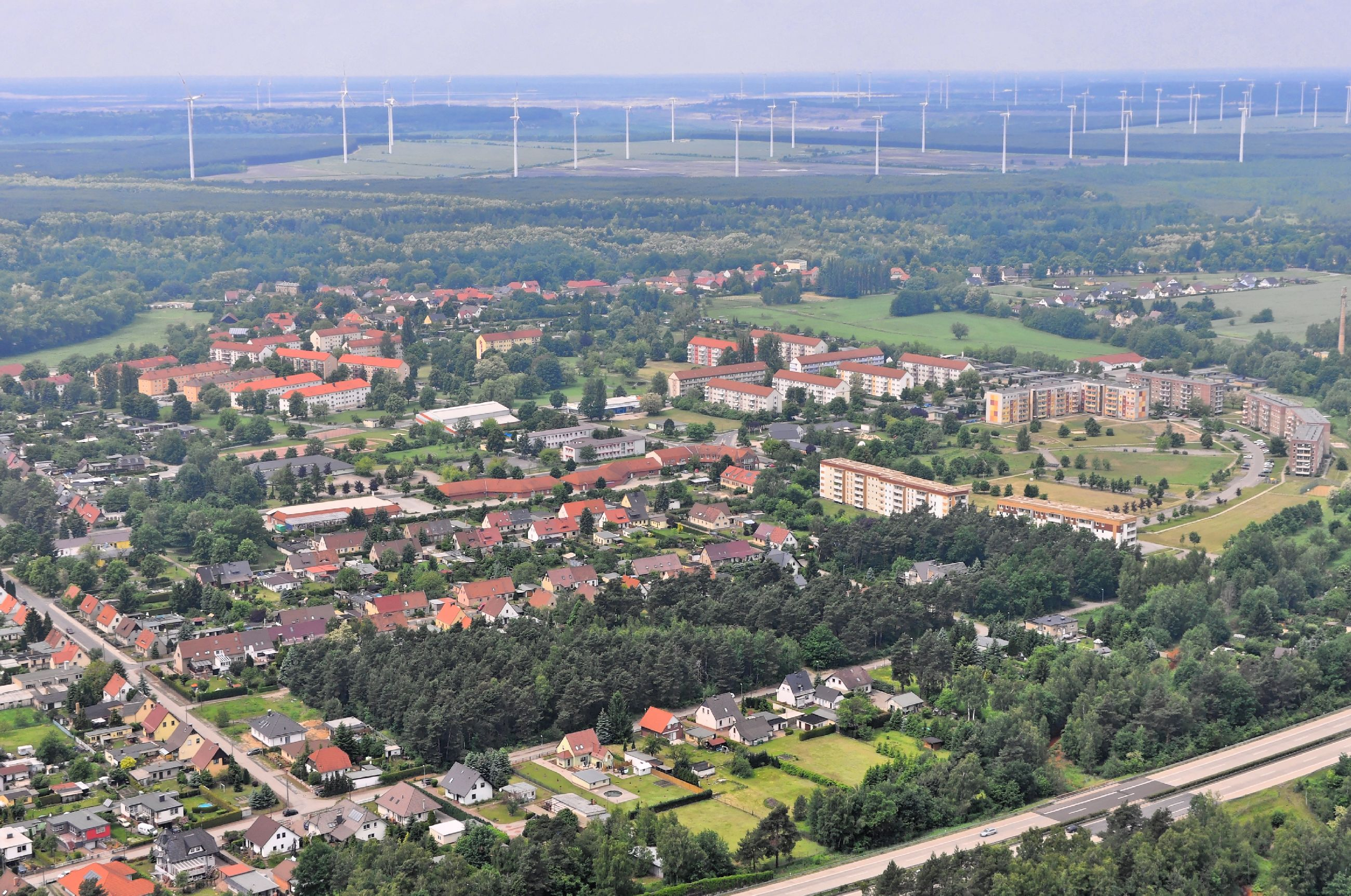
Luftaufnahme von Schipkau

Schipkau (bis 1937 amtlich Zschipkau; obersorbisch Šejkow) ist ein Gemeindeteil der gleichnamigen Gemeinde Schipkau im südbrandenburgischen Landkreis Oberspreewald-Lausitz. Der Ort liegt in der Niederlausitz nordwestlich von Senftenberg.

## Ortslagen und Flurstücke
- Galgenbergsiedlung
- Krügers Mühle
- Rosa-Luxemburg-Siedlung

sowie Reste der Kolonie Vogelberg und des alten Dorfkerns aus der germanischen Neuzeit.

## Geschichte

### Namensentwicklung
Schipkau wurde 1332 als Tschipko erstmals urkundlich erwähnt. Der Name leitet sich vom sorbischen Wort Sykow für den Vogel Kiebitz ab. Eine weitere Ableitung des Namens wird auf Tipkow, Hagebutte, zurückgeführt. Im Jahr 1937 wurde der Name von Zschipkau in Schipkau geändert.
Der sorbische Name wurde 1843 noch als Tśipkow und Třipkow wiedergegeben, 1861 findet sich die germanisierte Schreibweise Schekow und 1884 Šejkow.

### Zeit bis zur Industrialisierung
Der Ort Schipkau nimmt eine Sonderrolle innerhalb der Gemeinde Schipkau ein. Alle anderen Gemeindeteile sowie das benachbarte Senftenberg mit seinen Ortsteilen gehörten dem sächsischen Amt Senftenberg beziehungsweise ab 1815 dem preußischen Landkreis Calau an. Schipkau war bis 1861 eine Exklave der Herrschaft Mückenberg (heute Lauchhammer-West). Um 1600 gehörte der Ort dem Herrn Schleinitz auf Saathain. Die Jagd auf seinem Gebiet hatte der Wolf Dietrich von Schleinitz an den sächsischen Kurfürsten verpachtet. Bis zum Ende des Zweiten Weltkriegs und der Gründung des Kreises Senftenberg im Jahr 1950 war Schipkau dem sächsischen
Amt Hayn (Hamt Hojn), „heute Großenhain“ zugehörig.

### Von der Industrialisierung bis zum Zweiten Weltkrieg
Ab dem Jahr 1870 wurde Braunkohle abgebaut und brikettiert. Die „Zschipkauer Braunkohlenwerke“ entstanden, sie erwarben den herrschaftlichen Busch, der zur Gutsherrschaft Mückenberg gehört. Auf dem Gebiet entstand der Wilhelmstolln und kurz darauf eine Brikettfabrik. Die Braunkohle wurde anfangs im Tiefbau gewonnen. Durch die Industrialisierung kam es zu Bevölkerungszuzug und damit zu einer Vergrößerung des Ortes. Ab 1880 entstand südwestlich des Ortes die Kolonie auf dem Vogelberg. Durch die Inbetriebnahme der Schipkau-Finsterwalder Eisenbahn ab den 1870er Jahren war Schipkau an das Eisenbahnnetz angeschlossen. Im Jahr 1886 wurde eine Ziegelei und 1888 eine weitere Brikettfabrik gebaut. Am 1. Januar 1898 gingen der Wilhelmstolln, die beiden Gruben und die Ziegelei an die Niederlausitzer Kohlenwerke Fürstenberg über.
Nach 1894 wurde Schipkau an die Telegraphenlinie angeschlossen. Die Anbindung an die Stromversorgung erfolgte 1912 und an das Wassernetz am 3. Oktober 1919.
Mit der nationalsozialistischen Machtübernahme wurde der Gemeindevorsteher Paul Hänzka abgelöst. Bürgermeister wurde Her Bock. Das Rathaus und die Friedhofskapelle wurden 1935 eingeweiht. Ab dem Jahr 1938 entstand auf der Schipkauer Flur eine neue Siedlung der Berliner Braunkohle-Benzin AG (BRABAG). Die BRABAG errichtete zur gleichen Zeit im benachbarten Schwarzheide ein Braunkohlenhydrierwerk, das heute zur BASF gehört. Durch den Tagebau „Anna-Süd“ wurden Teile der Schipkauer Umgebung überbaggert. Zur selben Zeit entstand die Reichsautobahn Berlin–Dresden, die heutige A 13. Zu Beginn des Zweiten Weltkriegs kamen Flüchtlinge aus dem Rheinland nach Schipkau. Zum Ende des Krieges kamen die Flüchtlinge vor allem aus den Kreisen Krotoschin, Jaroslau und Wreschen. In der Nacht vom 21. zum 22. April rückten russische Truppen in Schipkau ein, bis auf zwei Artillerietreffer gab es keine Beschuss.
Im April 1945 hielt der sogenannte „Verlorene Zug“ in der Nähe Schipkaus für zwei Tage. Dabei handelte es sich um den letzten von drei Transportzügen, die im April 1945 mit dem Ziel Theresienstadt das Konzentrationslager Bergen-Belsen verließen. Nach einer Irrfahrt durch das noch unbesetzte Deutschland strandete der Zug schließlich im südbrandenburgischen Tröbitz. An die in Schipkau verstorbenen jüdischen Häftlinge erinnert heute eine Gedenkstätte in der Nähe des Ortes.

### Vom Zweiten Weltkrieg bis heute
Heiligabend 1952 wurde in Schipkau, das seit 1857 zur Parochie Klettwitz gehörte, eine eigene Kirche errichtet.
Von 1956 bis 1964 wurden die Ortsteile Hentschelmühle, Vogelberg und Kolonie durch den Tagebau Klettwitz devastiert. Etwa 2000 Personen mussten umgesiedelt werden. Entlang der alten Ortslage verlief die Abbaugrenze. Das Abraumloch mit einer Tiefe von bis zu 70 Meter wurde später wieder verfüllt. Die Vogelberger sowie umgesiedelte Einwohner aus den westlichen Ortsteilen von Klettwitz-Wilhelminensglück wurden ab 1956 im Schipkauer Neubaugebiet am Galgenberg untergebracht. Zwischen den 1960er und 1990er Jahren entstanden weitere Wohnkomplexe des heutigen Schipkau. Mit den Jahren 1986 bis 1988 zogen die ersten Leute in das Neubaugebiet Rosa-Luxemburg-Siedlung, dessen Bauarbeiten noch bis Anfang der 1990er Jahre andauerten.
Nach der politischen Wende in der DDR gab es einen Überschuss an Wohnungen aufgrund des Wegzugs von Einwohnern und der nicht umgesetzten Devastierung von Annahütte und Klettwitz. Einige der in den 1960er und 1970er Jahren erbauten Wohnblöcke wurden wieder abgerissen.
Zum 31. Dezember 2001 schlossen sich Schipkau, Klettwitz, Annahütte, Drochow, Meuro und Hörlitz zur Gemeinde Schipkau zusammen. Schipkau erhielt am 20. April 2004 Ortsteilstatus.

### Einwohnerentwicklung
| Einwohnerentwicklung des Ortes Schipkau von 1875 bis 2000 | Einwohnerentwicklung des Ortes Schipkau von 1875 bis 2000 | Einwohnerentwicklung des Ortes Schipkau von 1875 bis 2000 | Einwohnerentwicklung des Ortes Schipkau von 1875 bis 2000 | Einwohnerentwicklung des Ortes Schipkau von 1875 bis 2000 | Einwohnerentwicklung des Ortes Schipkau von 1875 bis 2000 | Einwohnerentwicklung des Ortes Schipkau von 1875 bis 2000 | Einwohnerentwicklung des Ortes Schipkau von 1875 bis 2000 | Einwohnerentwicklung des Ortes Schipkau von 1875 bis 2000 | Einwohnerentwicklung des Ortes Schipkau von 1875 bis 2000 | Einwohnerentwicklung des Ortes Schipkau von 1875 bis 2000 | Einwohnerentwicklung des Ortes Schipkau von 1875 bis 2000 |
| Jahr                                                      | Einwohner                                                 | Jahr                                                      | Einwohner                                                 | Jahr                                                      | Einwohner                                                 | Jahr                                                      | Einwohner                                                 | Jahr                                                      | Einwohner                                                 | Jahr                                                      | Einwohner                                                 |
| --------------------------------------------------------- | --------------------------------------------------------- | --------------------------------------------------------- | --------------------------------------------------------- | --------------------------------------------------------- | --------------------------------------------------------- | --------------------------------------------------------- | --------------------------------------------------------- | --------------------------------------------------------- | --------------------------------------------------------- | --------------------------------------------------------- | --------------------------------------------------------- |
| 1875                                                      | 527                                                       | 1890                                                      | 889                                                       | 1910                                                      | 1752                                                      | 1925                                                      | 2015                                                      | 1933                                                      | 2129                                                      | 1939                                                      | 2774                                                      |
| 1946                                                      | 3430                                                      | 1950                                                      | 3326                                                      | 1964                                                      | 3469                                                      | 1971                                                      | 4598                                                      | 1981                                                      | 4042                                                      | 1985                                                      | 3857                                                      |
| 1989                                                      | 5407                                                      | 1990                                                      | 5330                                                      | 1991                                                      | 5177                                                      | 1992                                                      | 5181                                                      | 1993                                                      | 5157                                                      | 1994                                                      | 5129                                                      |
| 1995                                                      | 4996                                                      | 1996                                                      | 4810                                                      | 1997                                                      | 4579                                                      | 1998                                                      | 4338                                                      | 1999                                                      | 4143                                                      | 2000                                                      | 3907                                                      |
| 2009                                                      | 2.837                                                     | 2010                                                      | 2.814                                                     |                                                           |                                                           |                                                           |                                                           |                                                           |                                                           |                                                           |                                                           |

## Kultur und Sehenswürdigkeiten

### Denkmäler

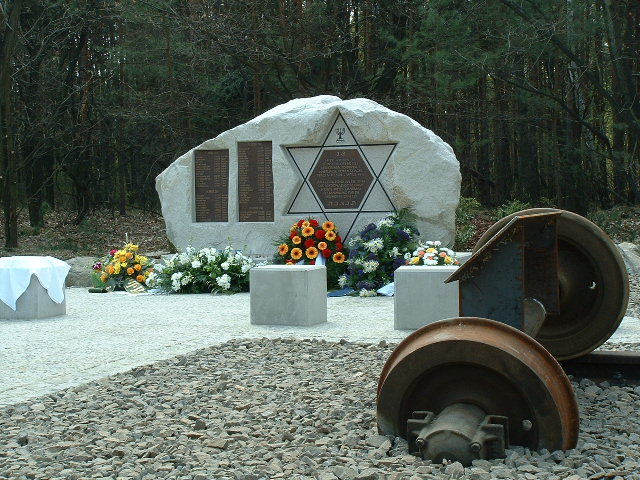
Gedenkstein an den Verlorenen Zug

Am 25. April 2003 wurde in der Nähe Schipkaus, am Ort des zweitägigen Zwischenstopps des Verlorenen Zuges, eine Gräberstätte mit einem Stein zum Gedenken an die jüdischen Opfer eingeweiht. 51 Tote wurden im April 1945 in der Nähe der Gemeinde begraben. Auf dem Friedhof Schipkaus wurde eine Gedenkstätte für 20 jüdische Häftlinge angelegt.
Die Postbrücke am Wohnplatz Krügersmühle und der Steinerne Wegweiser an der Kreuzung Poststraße/Ruhlander Straße sind in der Landesdenkmalliste aufgeführt.

### Sport
Der SV Askania Schipkau bietet neben Fußball auch Kegelbillard, Gymnastik und Kraftsport an. Der Schwerpunkt des Vereins liegt auf dem Bereich Fußball mit zwei Männermannschaften und Juniorenmannschaften in allen Altersklassen. Der Sportverein ist Träger des alten Schipkauer Wappens.
Weiterhin gibt es den Kegelsportverein Schipkau e. V. Auf einer 4-Bahnen-Anlage nehmen zwei Männer- beziehungsweise zwei Frauenmannschaften an Wettkämpfen teil. Die größeren sportlichen Erfolge erzielte bisher die 1. Damenmannschaft in der 2. Bundesliga.
Im Jahr 1992 wurde der 1. Pool-Billard-Club Schipkau gegründet. Im Jahr 2006 bezog der Verein neue Räume im Bürgerhaus. In den neuen Räumen ließ sich ein offenerer Spielbetrieb umsetzen. In der Saison 2023/24 spielt der PBC Schipkau in der 2. Bundesliga Snooker Nord.

## Wirtschaft und Infrastruktur

### Verkehr
Schipkau liegt an der Landesstraße L 60 zwischen Lauchhammer und Senftenberg. Die Autobahn 13 führt am östlichen Ortsrand vorbei, die nächste Anschlussstelle Klettwitz befindet sich etwa einen Kilometer nördlich von Schipkau.
Auf den Bahnstrecken Finsterwalde–Schipkau und Schipkau–Senftenberg mit dem Bahnhof Schipkau wurde der Personenverkehr 1966 eingestellt.
Zur Gemarkung Schipkau gehört der Flugplatz Schwarzheide-Schipkau, welcher mit der Stadt Schwarzheide gemeinsam betrieben wird.

### Projekte
In Schipkau laufen die Vorbereitungen für den Bau der größten Windkraftanlage der Welt. Sie soll 300 Meter groß werden und im bereits bestehenden Windpark errichtet werden. Ein reguläres Windrad hat eine Gesamthöhe von etwa 100 Metern. Zunächst soll ein Testturm (bzw. Windmessturm) aufgebaut werden. Der Bau für diesen soll voraussichtlich im Jahr 2023 stattfinden. Die neue Windkraftanlage soll eine 40 Prozent höhere Windausbeute haben als herkömmliche Windkraftanlagen. Beworben hatten sich neben Schipkau auch Orte in Sachsen und Nordrhein-Westfalen. Laut dem Bürgermeister hat Schipkaus langjährige Erfahrung mit erneuerbarer Energie den Ausschlag gegeben. Auf ehemaligen Kippenflächen alter Tagebaue stehen bei Schipkau bereits seit 20 Jahren Windkraftanlagen. "Wir sind nicht erst seit gestern Vorreiter", so Bürgermeister Klaus Prietzel.